# ساياكا ياماغوتشي
ساياكا ياماغوتشي (باليابانية: 山口紗弥加) هي ممثلة يابانية، ولدت في 14 فبراير 1980 في اليابان.

## وصلات خارجية
- ساياكا ياماغوتشي على موقع IMDb (الإنجليزية)
- ساياكا ياماغوتشي على موقع ميوزك برينز (الإنجليزية)
- ساياكا ياماغوتشي على موقع قاعدة بيانات الفيلم (الإنجليزية)